# Alexandra Elbakyan

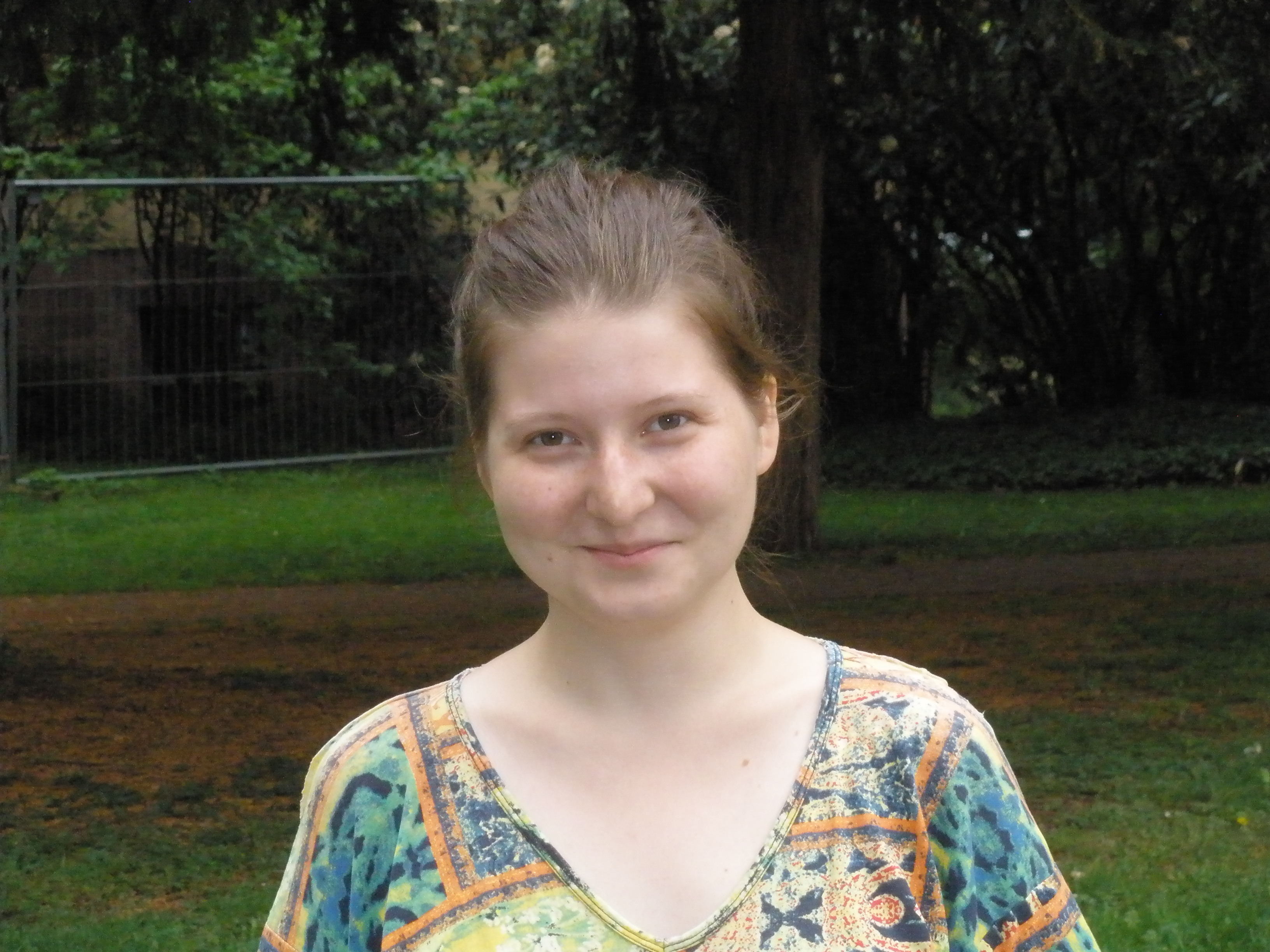
Alexandra Elbakyan in Freiburg in 2010

Alexandra Asanovna Elbakyan (Russisch: Алекса́ндра Аса́новна Элбакя́н ― Almaty, 6 november 1988) is een Kazachse computerwetenschapper en hacker. Ze strijdt tegen de intellectuele eigendom van wetenschappelijke uitgeverijen en maakt met haar schaduwbibliotheek Sci-Hub miljoenen academische publicaties gratis online toegankelijk.

## Leven
Elbakyan werd geboren in wat toen nog even de Sovjet-Unie was en groeide op bij haar alleenstaande moeder, een computerprogrammeur. Zelf behaalde ze in 2009 een bachelor in de computerwetenschappen aan de Technische Universiteit van Almaty. Met haar specialisatie in beveiliging ging ze aan de slag voor de Russische Academie van Wetenschappen in Moskou, om in 2010 over te stappen naar de Albert-Ludwigs-Universität in Freiburg voor een project rond brain-computer interface. Ze was geïnteresseerd in transhumanisme en deed in 2011 een zomerstage rond neurowetenschap aan het Georgia Institute of Technology in de Verenigde Staten.
Terug in Kazachstan werkte ze als freelancer en was ze actief op online fora waar academici elkaar hielpen betaalmuren te omzeilen. Op 5 september 2011 lanceerde de 22-jarige Elbakyan Sci-Hub. Ze bouwde een PHP-scraper die op verzoek wetenschappelijke papers vanachter betaalmuren ging halen en stelde deze beschikbaar via een website. Van een veertigtal opgeloste verzoeken per uur evolueerde ze tot een script dat systematisch honderdduizenden papers per dag downloadde en (vanaf 2012) een databank die gehost werd op diverse mirrors. De log-ins kreeg ze meestal van derden of potentieel door hacking of phishing, maar verder deed ze het programmeren en de serverconfiguratie van Sci-Hub zelfstandig. De kosten werden gedekt door donaties.
In 2015 werd Elbakyan gedagvaard door Elsevier om in New York terecht te staan. Ze nam geen advocaat en verdedigde zich alleen in een brief. Ondertussen betuigde ze haar steun aan de Russische beslissing om de Dynasty Foundation – een privaat financieringsfonds van wetenschappelijk onderzoek – aan te merken als buitenlands agent en te sluiten. Volgens haar was een sterke staat, zoals nagestreefd door Vladimir Poetin, nodig om het Westen te weerstaan. In New York volgde een bevelschrift dat haar websites schorste, wat ze naast zich neerlegde. Het webdomein sci-hub.org werd in november geblokkeerd, maar vanuit Rusland opende ze spoedig andere domeinen. Wel riskeerde ze voortaan uitlevering aan de VS wegens cybercrime. 
Een permanent stakingsbevel veroordeelde haar in juni 2017 bij verstek om 15 miljoen dollar schadevergoeding te betalen aan Elsevier. In september sloot Elbakyan Sci-Hub af voor Russische IP-adressen, naar eigen zeggen vanwege vervolging en beledigend gedrag door de liberale oppositie en het wetenschappelijk establishment. Er was een parasitaire wesp Idiogramma elbakyanae naar haar vernoemd en ze had te maken met een stroom van verwijten op sociale media. Er kwamen veel steunbetuigingen en na een viertal dagen herstelde ze de toegang. In november kende een rechter in Virginia de American Chemical Society een schadevergoeding van 4,8 miljoen dollar toe ten laste van Elbakyan en werden verschillende domeinnamen van Sci-Hub geblokkeerd.
Terwijl Elbakyan vanuit Rusland Sci-Hub in de lucht hield, studeerde ze wetenschapsgeschiedenis. Ze behaalde in 2019 een master in de taalkunde aan de Staatsuniversiteit van Sint-Petersburg en vervolgde daarna met filosofie aan de Russische Academie van Wetenschappen in Moskou.

## Beweegredenen en debat
De bedoeling van Elbakyan is kennis toegankelijk maken in het belang van wetenschappelijke vooruitgang. Open communicatie is volgens haar een fundamentele eigenschap van wetenschap en betaalmuren verhinderen dit. Ze noemt haar zienswijze geïnspireerd door het communisme en het piratenethos. Ook Robert Merton zag collectieve eigendom van kennis als de eerste norm voor wetenschappelijk onderzoek, maar deze geestesverwantschap ontdekte ze pas nadien. 
Ze groeide op in een wereld van torrents en was geschokt toen ze aan de universiteit ontdekte dat dergelijke alternatieven voor wetenschappelijke publicaties niet bestonden. Ze ziet Sci-Hub als een doel op zich (bijna alle wetenschappelijke literatuur wordt ermee ontsloten), maar ook als een middel om de wetgeving rond intellectuele eigendom te veranderen. Volgens haar parasiteren uitgevers op de creatieve prestaties van anderen en hebben ze een model opgezet dat auteurs laat betalen voor het recht hun werk te plaatsen achter paywalls waaruit ze geen inkomsten putten. In die zin verschilt de uitgeverswereld van creatieve industrieën die auteurs tenminste een beetje laten delen in de auteursrechten. De Kazachse overtreedt bewust de intellectuele eigendomsrechten van uitgeverijen, maar beroept zich op hogere normen, zoals het grondrecht op wetenschap, om te stellen dat haar acties volstrekt legaal zijn.
Tegenstanders wijzen op de grootschalige schending van intellectuele eigendom en op het bestaan van alternatieven, zoals open access. Ook beweren ze dat Sci-Hub het zicht ontneemt op het werkelijke gebruik van tijdschriften en daardoor het beheer van abonnementen bemoeilijkt. Kleine non-profit uitgevers zouden zwaar worden getroffen. Ten slotte is naar aanleiding van de Russische blokkade opgemerkt dat Sci-Hub een gecentraliseerd en kwetsbaar systeem is dat afhangt van één persoon.
Onderzoekers zijn overwegend positief over Sci-Hub. Volgens een peiling uit 2016 gebruikt 60% van hen de website en vindt 88% dit niet incorrect. De grootste aanhang is in de geneeskunde. Vooral de omvang wordt gewaardeerd en ook de interface wordt beschouwd als eenvoudig en gebruiksvriendelijk, met een lage kliklast.

## Rechtszaken

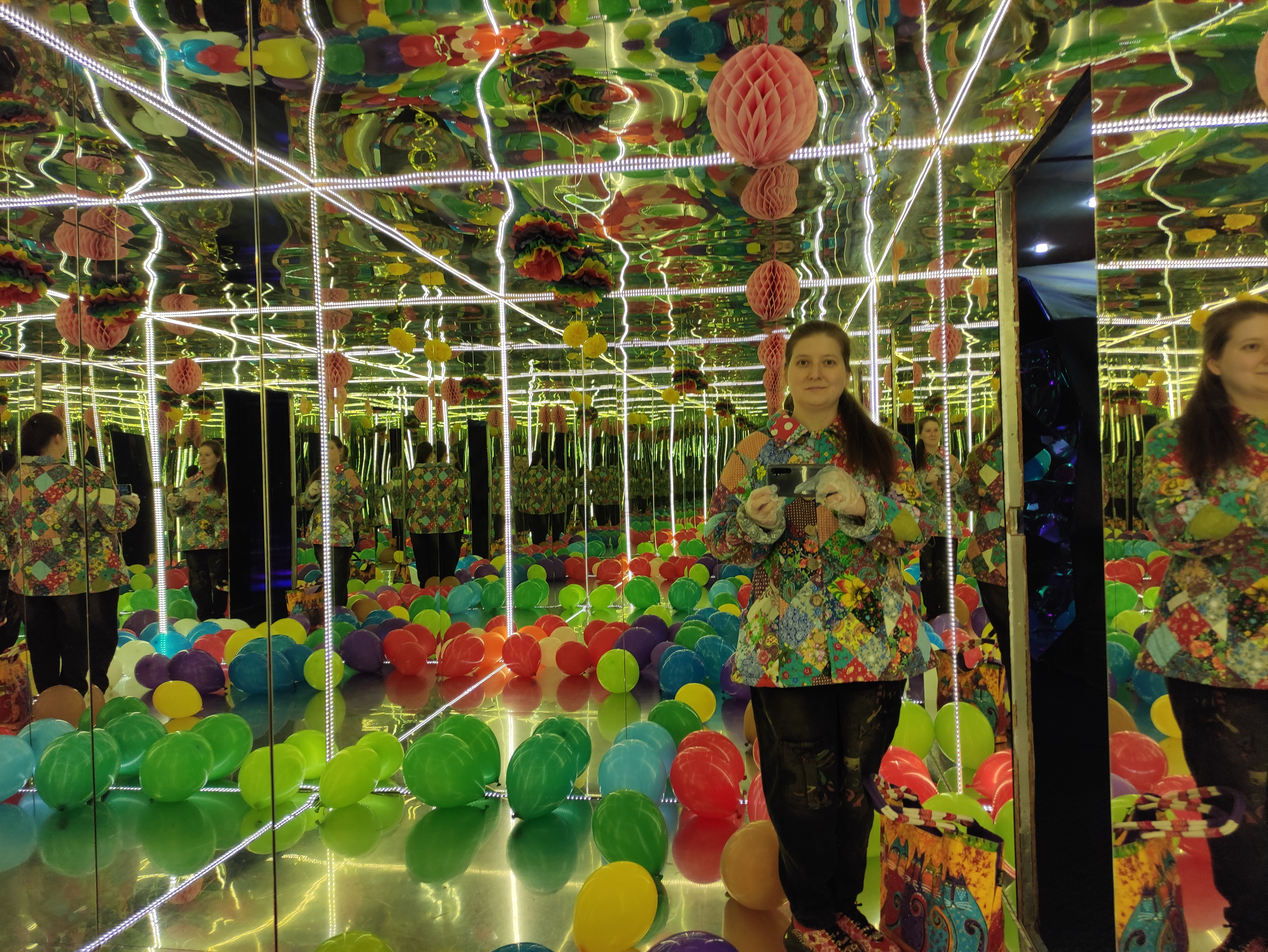
Elbakyan in een spiegelpaleis in Sotsji

In juni 2015 daagde het Nederlandse uitgeversbedrijf Elsevier Elbakyan, Sci-Hub en Library Genesis voor het Southern District Court van New York. Ze nam geen advocaat en verdedigde zich alleen in een brief, waarin ze stelde dat de prijzen van de uitgevers "gewoon gestoord" waren en dat ze van auteurs en onderzoekers nog nooit klachten had gekregen. Het resultaat was een voorlopig bevelschrift dat haar websites schorste, wat ze naast zich neerlegde. Het webdomein sci-hub.org werd op 4 november geblokkeerd, maar vanuit Rusland herstelde ze na 18 dagen de functionaliteit. Voortaan riskeerde ze uitlevering aan de VS wegens cybercrime. Een permanent stakingsbevel veroordeelde haar in juni 2017 bij verstek om 15 miljoen dollar schadevergoeding te betalen aan Elsevier. Dit bedrag was het resultaat van de toepassing van de maximale wettelijke schadevergoeding (statutory damages) van 150.000 dollar per inbreuk (Elsevier had zich beperkt tot 100 gepirateerde artikelen).
De uitgever American Chemical Society spande een rechtszaak aan voor het Eastern District Court van Virginia en bekwam op 6 november 2017 een schadevergoeding van 4,8 miljoen dollar. Opnieuw werd bij verstek het maximumbedrag toegepast, deze keer op 32 gepirateerde artikelen. Ook gelastte de rechter internetproviders, zoekmachines en anderen om te stoppen met het faciliteren van toegang tot Sci-Hub. Binnen de vijf weken lagen verschillende domeinnamen plat, maar op Tor bleef de downloadwebsite overeind en weldra zagen nieuwe domeinnamen het licht. 
In België dwongen Elsevier, Springer, Wiley en Cambridge University Press in 2019 via de rechtbank de internetproviders Proximus, VOO, Brutélé en Telenet om Sci-Hub en LibGen te blokkeren. Verschillende domeinnamen zijn hierdoor niet langer toegankelijk vanuit België.
In december 2020 begonnen Elsevier, Wiley India en ACS een rechtszaak tegen Elbakyan en Sci-Hub in India, waar het platform intensief wordt gebruikt. Ze vroegen de High Court of Delhi een 'dynamische injunctie' om blokkade van domeinnamen op te leggen. Elbakyan laat zich verdedigen door advocaten en beroept zich op de uitzondering voor fair dealing in de Indiase auteurswet.
In het Verenigd Koninkrijk bekwamen uitgevers in 2021 blokkeringsbevelen tegen verschillende domeinnamen van Sci-Hub.

## Voetnoten
1. 1 2 3  (en) Himmelstein D, Romero AD, Levernier JG, Munro TA. (2018). Sci-Hub provides access to nearly all scholarly literature. eLife 7. DOI: 10.7554/eLife.32822.
2. ↑  Gratis wetenschap via Kazachstan, De Standaard, 23 februari 2016
3. ↑  Sci-Hub and Alexandra basic information, engineuring.wordpress.org, 31 maart 2019
4. 1 2 3  (en) González-Solar L, Fernández-Marcial V. (2019). Sci-Hub, a challenge for academic and research libraries. El profesional de la información 28. DOI: 10.3145/epi.2019.ene.12.
5. ↑  Sci-Hub ‘security risk’ claims irk open access advocates, Times Higher Education, 17 november 2020
6. 1 2  Sci-Hub Founder: Academic Publishers Are the Real Threat to Science, Not Sci-Hub, torrentfreak.com, 18 december 2021
7. ↑  A. Elbakyan & A. Bozkurt, A Critical Conversation with Alexandra Elbakyan: Is she the Pirate Queen, Robin Hood, a Scholarly Activist, or a Butterfly Flapping its Wings?, in: Asian Journal of Distance Education, 2021, nr. 1, p. 111-118
8. ↑  Sci-Hub’s Fight Against Private Ownership of Knowledge, netzpolitik.com, 28 januari 2021
9. ↑  Sci-Hub is a goal, changing the system is a method, engineuring.wordpress.com, 11 maart 2016
10. ↑  Fighting for Communism in Science: An Interview with Alexandra Elbakyan, Brown Political Review, 16 april 2021
11. ↑  Sci-Hub Tears Down Academia’s “Illegal” Copyright Paywalls, torrentfreak.com, 27 juni 2015
12. ↑  The World’s Largest Free Scientific Resource Is Now Blocked in Russia, Foreign Policy, 6 september 2017
13. ↑  Letter to Robert W. Sweet, 15 September 2015
14. ↑  Elsevier Inc. et al v. Sci-Hub et al, No. 1:2015cv04282 - Document 53 (S.D.N.Y. 2015) (preliminary injunction of 28 October 2015)
15. ↑  Sci-Hub Faces $4.8 Million Piracy Damages and ISP Blocking, torrentfreak.com, 5 september 2017
16. ↑  Les éditeurs scientifiques se liguent contre la piraterie, L'Echo, 16 oktober 2019
17. ↑  The Sci-Hub Case: Legally Removing the Barriers in the Way of Science, NLUJ Law Review, 29 april 2021
18. ↑  Major Publishers Expand Sci-Hub, Libgen and Ebook Piracy Blocking, torrentfreak.com, 12 november 2021

- DBLP: 174/5117
- ORCID: 0000-0002-9540-5371